# Una Nación de inmigrantes
Una Nación de inmigrantes (A Nation of Immigrants) es un libro de John F. Kennedy. Fue publicado por Harper & Row en 1964; trata sobre la inmigración en los Estados Unidos.

## Reseña
Originalmente el libro iba a ser escrito por Kennedy en 1958, siendo todavía senador. Fue escrito como parte de la serie de la Liga Anti-Difamación titulada One Nation Library. Tras ser electo Presidente, llamó al Congreso para que llevaran a cabo una completa revaluación sobre las leyes de inmigración; y comenzó a revisa el libro para una posterior publicación. En agosto de 1963, extractos del panfleto que escribió en 1958 fueron publicados por New York Times Magazine. Fue asesinado antes de completar la revisión, pero el libro fue publicado de forma póstuma en 1964 con una introducción de su hermano, entonces fiscal general Robert F. Kennedy.
El libro contiene una breve historia sobre la inmigración en Estados Unidos comenzando en los tiempos de la colonia, un análisis de la importancia que jugó en la historia estadounidense, y las propuestas de John F. Kennedy para la liberación de las leyes de inmigración.